# 科隆比耶勒卡尔迪纳勒
科隆比耶-勒卡尔迪纳勒（法語：Colombier-le-Cardinal，發音：[kɔlɔ̃bje lə kaʁdinal]）是法国阿尔代什省的一个市镇，属于罗讷河畔图尔农区。

## 地理
科隆比耶-勒卡尔迪纳勒（45°16'1"N, 4°44'33"E）面积2.5 平方千米，位于法国奥弗涅-罗讷-阿尔卑斯大区阿尔代什省，该省份为法国东南部内陆省份，北起顺时针与卢瓦尔省、伊泽尔省、德龙省、沃克吕兹省、加尔省、洛泽尔省和上盧瓦爾省接壤。
与科隆比耶-勒卡尔迪纳勒接壤的市镇（或旧市镇、城区）包括：博日、波格尔、圣西尔、圣代西拉。
科隆比耶-勒卡尔迪纳勒的时区为UTC+01:00、UTC+02:00（夏令时）。

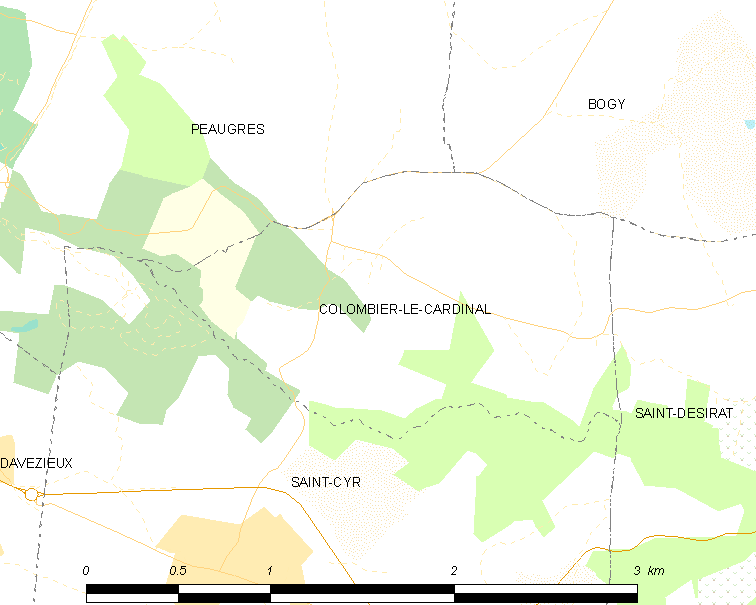
科隆比耶-勒卡尔迪纳勒的OSM定位图

## 行政
科隆比耶-勒卡尔迪纳勒的邮政编码为07430，INSEE市镇编码为07067。

## 政治
科隆比耶-勒卡尔迪纳勒所属的省级选区为萨拉县。

## 人口
科隆比耶-勒卡尔迪纳勒于2022年1月1日时的人口数量为335人。

1962-2008年间科隆比耶-勒卡尔迪纳勒人口变化图示